# Night Is the New Day
Albums de Katatonia
Live Consternation
(2007) Dead End Kings
(2012)
Night Is The New Day est le huitième album du groupe de metal suédois Katatonia, sorti en 2009 sous le label Peaceville Records.

## Liste des chansons
Toute la musique est composée par Katatonia.
| No  | Titre                  | Durée |
| --- | ---------------------- | ----- |
| 1.  | Forsaker               | 4:05  |
| 2.  | The Longest Year       | 4:39  |
| 3.  | Idle Blood             | 4:23  |
| 4.  | Onward into Battle     | 3:51  |
| 5.  | Liberation             | 4:18  |
| 6.  | The Promise of Deceit  | 4:17  |
| 7.  | Nephilim               | 4:27  |
| 8.  | New Night              | 4:27  |
| 9.  | Inheritance            | 4:30  |
| 10. | Day and Then the Shade | 4:27  |
| 11. | Departer               | 5:28  |